# Emmanuel Matateyou
Emmanuel Matateyou né à Foumban est un critique littéraire, écrivain et professeur camerounais.

## Biographie
Après avoir suivi des études littéraires à l'université de Yaoundé, l'université de Paris-Sorbonne (Paris IV) et l'université de Savoie (Chambéry), Emmanuel obtient l'Habilitation à diriger des recherches (HDR) en littératures francophones. Il commence une carrière d’enseignant au niveau secondaire et ensuite au niveau supérieur à l’École normale supérieure de Yaoundé au Cameroun. Il a publié des ouvrages sur la culture et la littérature africaines.

## Ouvrages
- Emmanuel Matateyou, Madiba et le vieux lion, Cameroun, Éditions Tropiques (Cameroun), 2013, 36 p. (ISBN 9956100269)
- Emmanuel Matateyou, Ce qui tue l’homme, c’est ce qui sort de sa bouche, 2012, 38 p. (ISBN 9789956727520)
- Emmanuel Matateyou, Comment enseigner la littérature orale africaine?, France, L'Harmattan, 2011, 134 p. (ISBN 978-2-296-56549-4)
- Emmanuel Matateyou, Les murmures de l'harmattan, Distributed in N. America by Michigan State University Press, 2010, 52 p (ISBN 978-9956-616-02-2)
- Emmanuel Matateyou, Parlons bamoun, Paris, Budapest, Torino, L’Harmattan, 2002, 334 p. (ISBN 2-7475-1336-X, présentation en ligne)
- Emmanuel Matateyou, Les Merveilleux récits de Titaki, Cameroun, Editions CLE, coll. « Collection Clé de l'avenir », 2001, 96 p (ISBN 978-2-7235-0135-4)
- Emmanuel Matateyou, Paroles sapientiales du royaume bamoun (nkù nsa nsa), Oralistique, 1990, 94 p.